# Hendriksen Strait
Hendriksen Strait is een natuurlijke waterweg door de Canadese Arctische Eilanden in de regio Qikiqtaaluk, Nunavut, Canada. Het scheidt Amund Ringneseiland in het noorden van Cornwalleiland in het zuiden. In het oosten gaat de zeestraat over in Norwegian Bay en de zeestraat is 10 km breed en 40 km lang. 